# دریاچه جوان شهداد
دریاچه شهداد و یا دریاچه جوان یک دریاچه در نزدیکی شهداد در استان کرمان است. از این دریاچه با عنوان معجزه کویر نیز یاد می‌شود. دریاچه شهداد دریاچه‌ای طبیعی است که در اثر طغیان و سیلاب در فروردین ماه سال ۱۳۹۸ به وجود آمد و در آذرماه سال ۱۴۰۱ آخرین قطرات این دریاچه خشک شد.   این دریاچه در منطقه شهداد استان کرمان واقع شده‌است.  این پدیده در دل کویر که حیات در آن به ندرت دیده می‌شود پدیده‌ای نادر است. سرانجام دریاچه جوان‌شهداد در آذر ماه سال ۱۴۰۱ به‌طور کامل خشک شد، اما این دریاچه فصلی می‌باشد و احتمال ابگیری دوباره آن وجود دارد.

## دریاچه‌ی جوان شهداد
در سال ۱۳۹۸ سیلاب، جاده شهداد نهبندان را تخریب نمود که بخشی از پیامدهای ناگوار این سیلاب بود. از منظری دیگر که به این سیلاب بنگریم خواهیم دید که در نتیجه آن، دریاچه‌ای در کویر لوت و کلوت شهداد پدیدار شد. پس از پیدایش دریاچه جوان پرنده‌های مهاجر بسیاری به این منطقه جذب شده‌اند. پهنای دریاچه باعث شد که مسیر جاده شهداد به نهبندان که ۴۰ کیلومتر بود بسته شود. بقایای جاده هنوز موجود و تیرهای برق همجنان بابرجا هستند که در میان آب این دریاچه قرار دارند. کلوت‌هایی که سر از آب برآورده‌اند، مانند جزیره‌هایی بسیار زیبا هستند. پیدایش دریاچه علاوه بر آبیاری کویر، این منطقه را تبدیل به یکی از بهترین جاذبه‌های طبیعی ایران کرده‌است. پدید آمدن دریاچه جوان در مجاور گرم‌ترین نقطه جهان، بسیار عجیب است. مانند فضای بومی کرمان حیات چندانی در این منطقه به چشم نمی‌خورد. به بیانی دیگر این تغییرات به شکل زنجیروار سبب تغییر و به‌وجود آمدن اکوسیستمی جدید در این قسمت از کویر شود. نام گذاری این دریاچه توسط دکتر مصطفی جوادی پور مرادی ملقب به کوهسار 
 

    فعال گردشگری و اهل رسانه استان کرمان انجام شده‌است.

## پوشش گیاهی و جانوری اطراف دریاچه جوان
پیرامون این دریاچه درختچه‌های گز دیده شده. این گیاهان که به آنها نبکا نیز گفته می‌شود زمانی که رطوبت کافی وجود داشته باشد سر از زمین بیرون می‌آورند. درختچه‌های تاغ و گرامینه نیز از دیگر گیاهان دیده شده اطراف دریاچه‌است. حیواناتی مانند مار، گربه شنی، سنجاقک، گنجشک، عنکبوت، روباه شنی، مارمولک، کاراکال، پرندگان مهاجر و جبیر این منطقه را به عنوان زیستگاه خود انتخاب کرده‌اند.

## ویژگی‌های دریاچه جوان
تلفیق کلوت‌های شهداد، بیابان پهناور لوت با سازه‌های زیبا و دریاچه بسیار زیباست. وجود این جاذبه منحصر به فرد موجب شده، کویر لوت تنها مکانی برای کویرنوردان و علاقه مندان به طبیعت کویر نباشد، بلکه گردشگران دیگر نیز به این منطقه روی بیاورند.

## نگارخانه

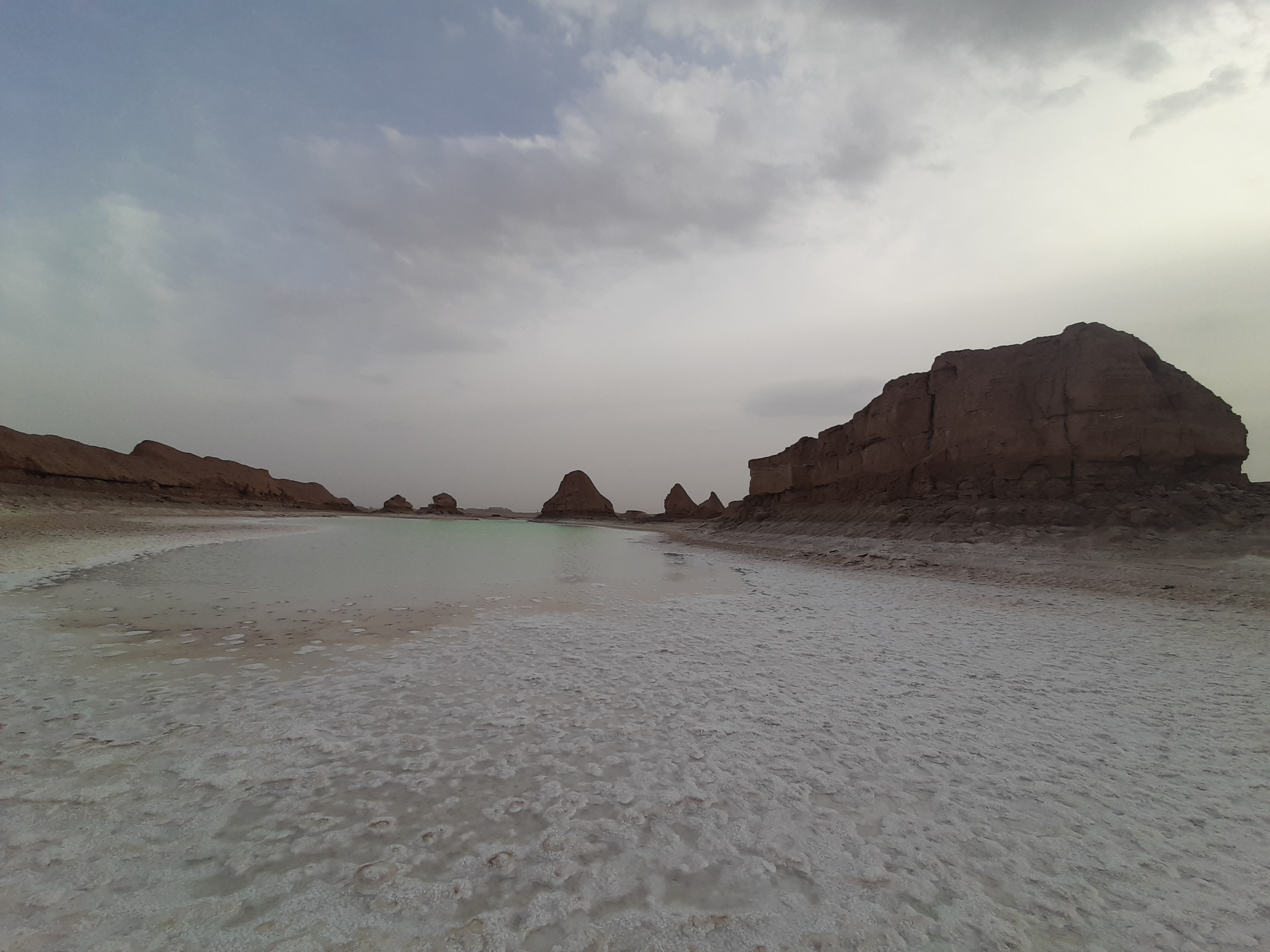
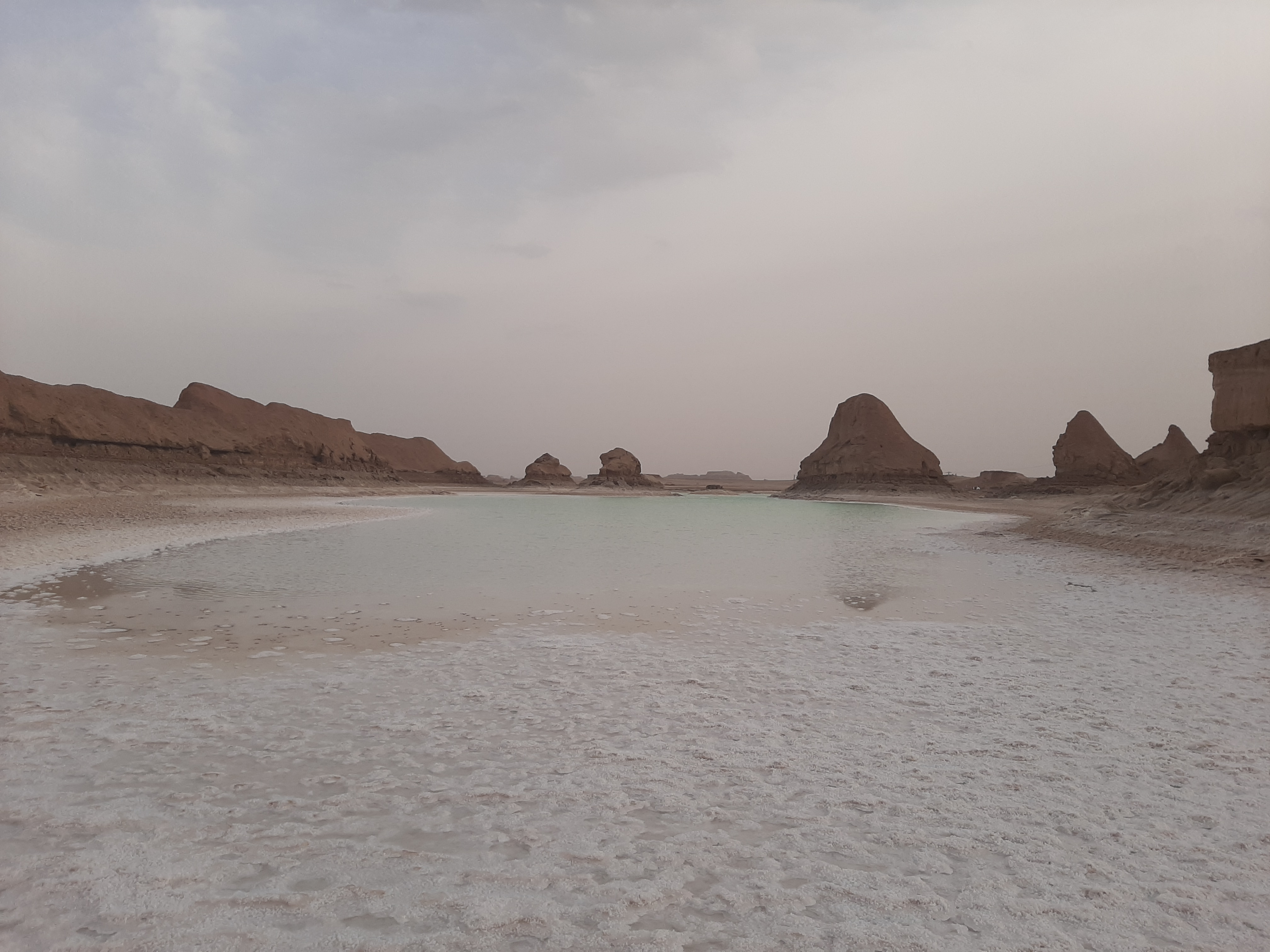
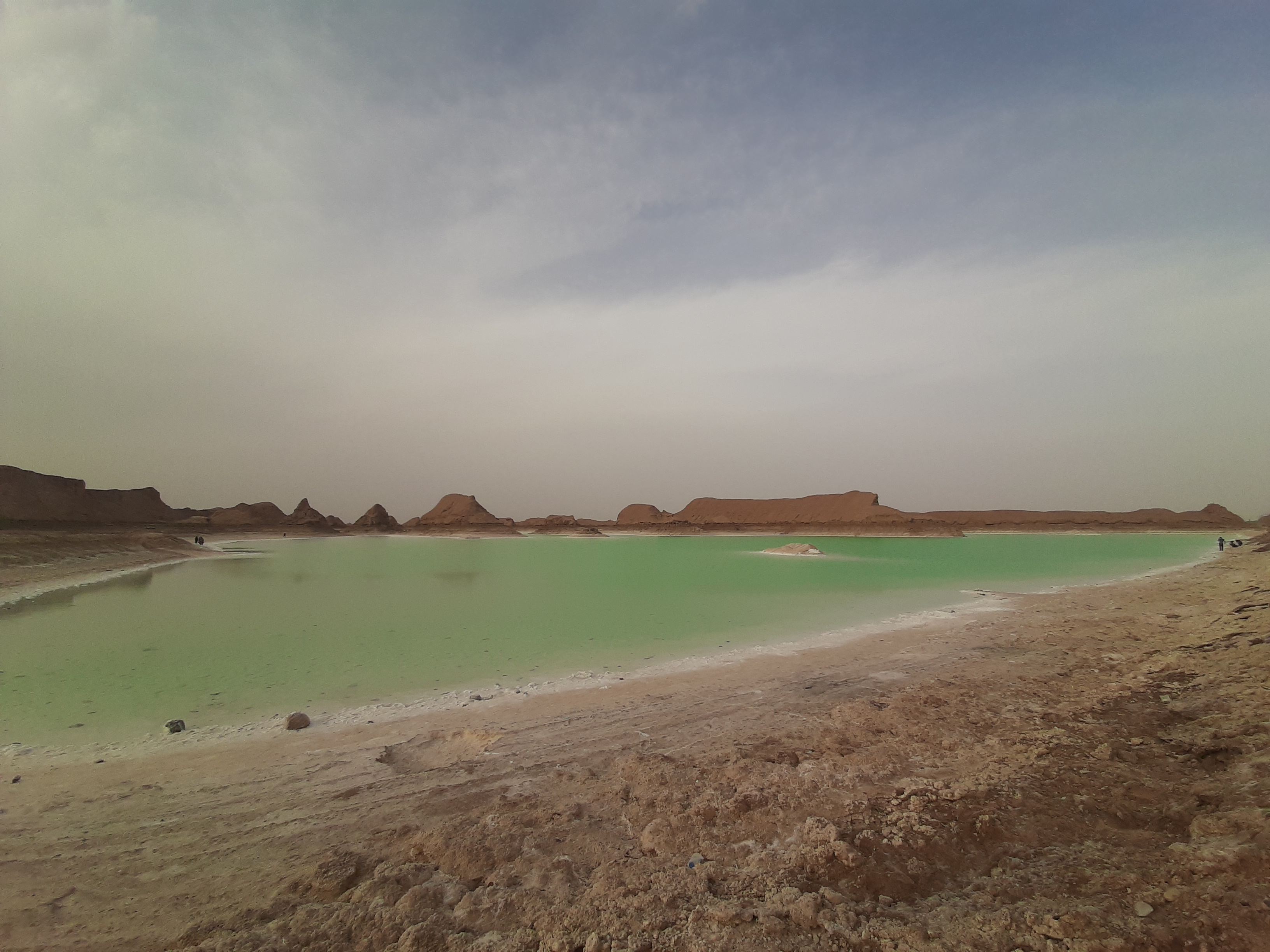
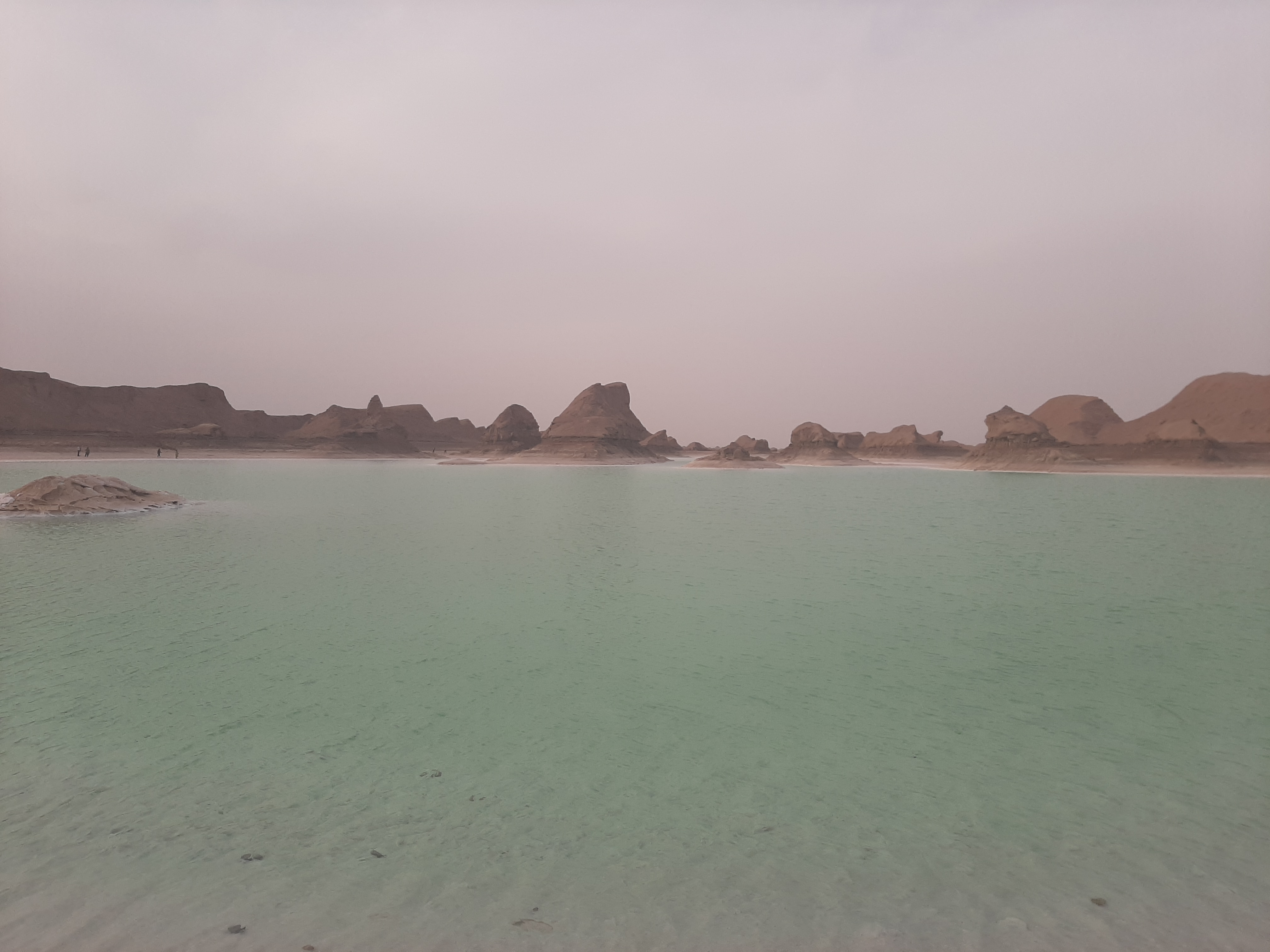
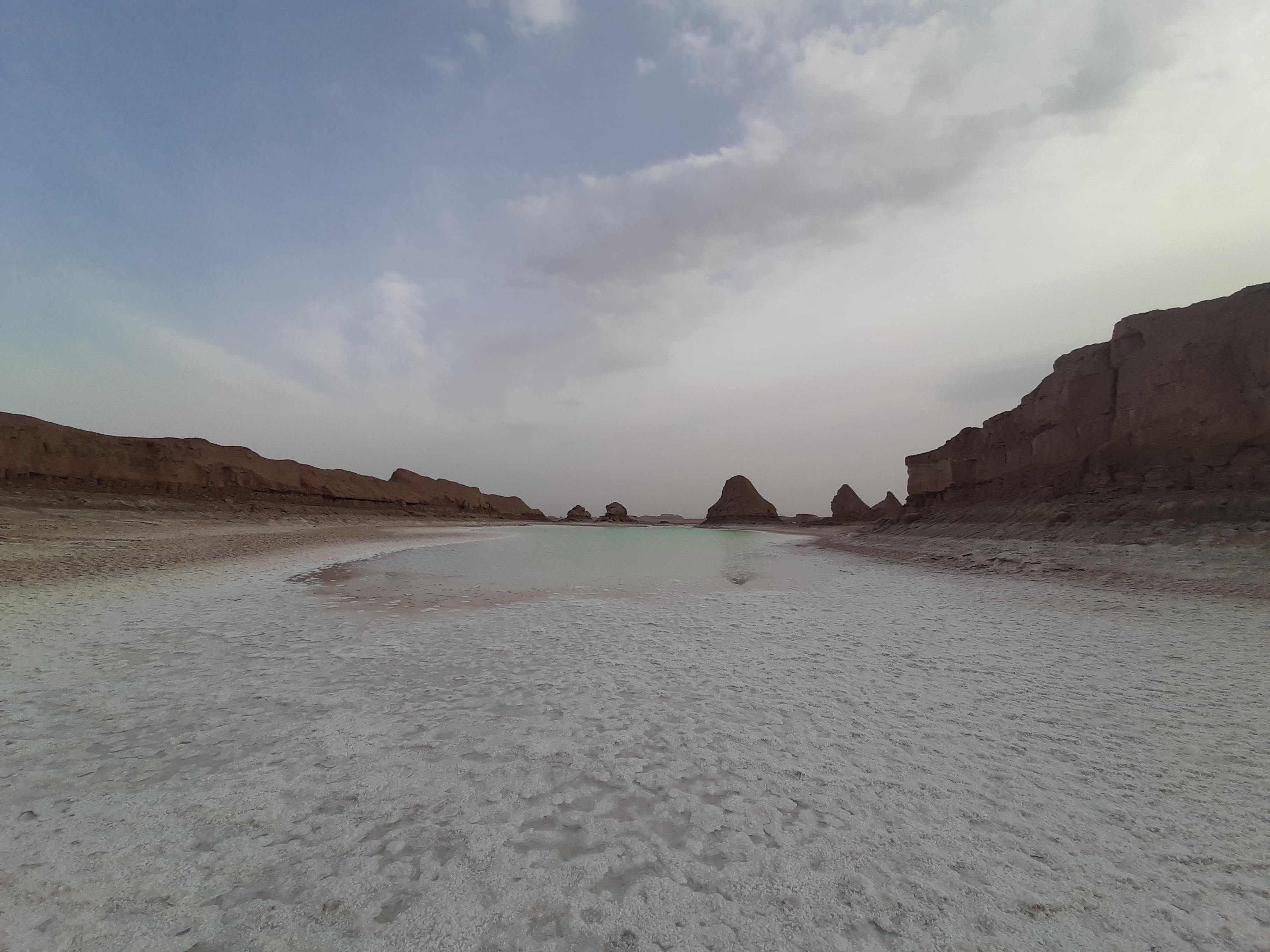